# Nová Ves u Světlé
Nová Ves u Světlé (Duits: Thunisch Neudorf of Thunischdorf) is een Tsjechische gemeente in de regio Vysočina, en maakt deel uit van het district Havlíčkův Brod. Nová Ves u Světlé telt 541 inwoners (2023).

## Geschiedenis
- 1378 – De eerste schriftelijke vermelding van Nová Ves u Světlé.
- 1989 – De gemeente Nová Ves u Světlé wordt geannexeerd door de stad Světlá nad Sázavou.
- 1998 – Nová Ves u Světlé wordt (opnieuw) een zelfstandige gemeente.[1]